# 马诺
马诺（1988年2月17日—），原名马瑄紫，女，中国平面模特、演员、歌手、主持人。毕业于北京现代音乐学院。在江苏卫视《非诚勿扰》节目中因其犀利大胆的发言迅速走红，号称嫁人要嫁宝马男，被一些中国网友称为“拜金女”。

## 生平
马诺家境并不富裕，大学毕业后从事模特行业。
2010年，马诺发行同名专辑，参演话剧《关于他的你的和我的》。2011年，担任综艺节目《美人心计》主持人。
2023年1月31日和網戀5個月的劉姓男姓結婚，同年9月马诺就訴請離婚，並且控訴男方家暴
。
2023年12月底，上海杨浦区人民法院认为根据马诺提供的证据，确实有「遭遇家庭暴力的情形」。於是颁布了「人身保护令」，禁止馬諾丈夫跟踪、接触马诺，或者通过各个网络平台诽谤、侮辱和恐吓马诺。但馬諾丈夫不服，向法院申请复議。2024年3月22日，馬諾离婚官司第二次开庭。

## 争议
由于在《非诚勿扰》节目中赤裸裸地表明自己的物质需求，例如在第3期節目中男嘉賓趙晨向她表白後，她的一句：“我寧願坐在寶馬里哭，也不愿坐在自行车上笑”，引起观众的反感，被指為「拜金女」。

## 评价
2010年5月17日《今日美国报》网站在一篇题为 《中国人被电视相亲征服了》的文章里提到马诺时说：“这个女孩很诚实，但也很浮浅。”